# Dana Air
Dana Air es una aerolínea con base en Lagos, Nigeria.

## Destinos
- Nigeria
  - Abuya (Aeropuerto Internacional Nnamdi Azikiwe)
  - Kano (Aeropuerto Internacional Mallam Aminu Kano)
  - Lagos (Aeropuerto Internacional Murtala Mohammed)
  - Uyo (Aeropuerto Akwa Ibom)

## Flota

### Flota actual
La flota de Dana Air incluye los siguientes aviones, con una edad media de 30,8 años (agosto de 2024):
| Boeing 737-300          | 2 | — |  |  |  |  |
| McDonnell Douglas MD-82 | 1 | — |  |  |  |  |
| McDonnell Douglas MD-83 | 4 | — |  |  |  |  |
| Total                   | 7 | — |  |  |  |  |